# 金特·維克托 (施瓦茨堡親王)
金特·維克托（德語：Günther Victor，1852年8月21日—1925年4月21日），施瓦茨堡家族成員，1890年繼承堂哥格奧爾格·阿爾貝特成為施瓦茨堡-魯多爾施塔特親王。1909年施瓦茨堡-松德斯豪森親王卡爾·金特去世，他成為全施瓦茨堡親王。

## 婚姻
金特·維克托在1891年於鲁多尔施塔特和表妹绍恩堡-瓦爾登堡的安娜·路易絲結婚，他們並沒有生育任何子女。金特·維克托去世後，頭銜由遠房堂弟西佐繼承。